# Montenoy
Montenoy település Franciaországban, Meurthe-et-Moselle megyében. Lakosainak száma 401 fő (2022. január 1.). Montenoy Bouxières-aux-Chênes, Bratte, Faulx, Leyr és Villers-lès-Moivrons községekkel határos.

## Népesség
A település népességének változása:
| Lakosok száma | 240  | 279  | 283  | 402  | 410  | 417  | 414  | 409  | 407  | 401  |
|               | 1968 | 1982 | 1990 | 2006 | 2013 | 2015 | 2017 | 2019 | 2020 | 2022 |